# Spielklassen im Badminton
Die Bezeichnung und Anzahl der Spielklassen, in denen im Badminton Mannschaftswettkämpfe ausgetragen werden, ist abhängig von den Ländern bzw. Landesverbänden. In Deutschland und Österreich heißen die höchsten Spielklassen 1. Bundesliga, in der Schweiz NLA, in den Niederlanden Eredivisie, in Indonesien die Indonesische Superliga.

## Spielklassen in deutschsprachigen Ländern
| Deutschland 1)                            | Österreich 2) | Schweiz            |
| ----------------------------------------- | ------------- | ------------------ |
| 1. Bundesliga                             | 1. Bundesliga | NLA                |
| 2. Bundesliga                             | 2. Bundesliga | NLB (West und Ost) |
| Regionalligen (Nord, West, Mitte, Südost) | Landesligen   | 1. Liga            |
| Oberligen (Nord, Mitte, Südwest, Bayern)  | Landesklassen | 2. Liga            |
| Verbandsligen                             |               | 3. Liga            |
| Landesligen                               |               | 4. Liga            |
| Bezirksligen                              |               | 5. Liga 3)         |
| Bezirksklassen                            |               | 6. Liga 3)         |
| Kreisligen                                |               |                    |
| Kreisklassen                              |               |                    |

1) Die Bezeichnung und Anzahl der einzelnen Spielklassen kann je nach Bundesland variieren.
2) Die Landesligen und -klassen sind nicht einheitlich und von den jeweiligen Ländern abhängig
3) Die 5. und die 6. Liga sind Hobbyligen und erst in den letzten Jahren entstanden. Die Resultate werden für die offizielle Klassierung nicht gewertet.

### Spielklassen in Deutschland
Zwischen der Bundesebene des Deutschen Badminton-Verbandes und den Landesverbänden sind zur Organisation der sportlichen Wettkämpfe die "Gruppen" zwischengeschaltet. Als verbandspolitische Organe haben sie keine Funktion.

#### Spielklassen in Deutschland – Gruppe Nord
Die Gruppe Nord umfasst die Landesverbände Berlin-Brandenburg, Bremen, Hamburg, Mecklenburg-Vorpommern, Niedersachsen, Sachsen-Anhalt, Schleswig-Holstein. Sie richtet die verschiedenen Norddeutschen Meisterschaften aus und betreibt die Regionalliga Nord sowie die Oberliga Nord.
| Nr. | Berlin-Brandenburg        | Bremen                                | Hamburg                 | Mecklenburg-Vorpommern | Niedersachsen               | Sachsen-Anhalt     | Schleswig-Holstein            |
| --- | ------------------------- | ------------------------------------- | ----------------------- | ---------------------- | --------------------------- | ------------------ | ----------------------------- |
| 1   | 1. Bundesliga             | 1. Bundesliga                         | 1. Bundesliga           | 1. Bundesliga          | 1. Bundesliga               | 1. Bundesliga      | 1. Bundesliga                 |
| 2   | 2. Bundesliga Nord        | 2. Bundesliga Nord                    | 2. Bundesliga Nord      | 2. Bundesliga Nord     | 2. Bundesliga Nord          | 2. Bundesliga Nord | 2. Bundesliga Nord            |
| 3   | Regionalliga Nord         | Regionalliga Nord                     | Regionalliga Nord       | Regionalliga Nord      | Regionalliga Nord           | Regionalliga Nord  | Regionalliga Nord             |
| 4   | Oberliga Nord             | Oberliga Nord                         | Oberliga Nord           | Oberliga Nord          | Oberliga Nord               | Oberliga Nord      | Oberliga Nord                 |
| 5   | Berlin-Brandenburg-Liga   | Weserliga                             | Landesliga              | Landesliga             | Niedersachsen-Liga          | Landesliga         | Verbandsliga                  |
| 6   | Landesliga (I oder II)    | Verbandsliga                          | Verbandsliga (1 oder 2) | Landesklasse           | Landesliga (Nord oder Süd)  | Landesklasse       | Landesliga (Nord oder Süd)    |
| 7   | Bezirksklasse (I oder II) | Landesliga                            | Bezirksliga (1 oder 2)  | Bezirksliga            | Verbandsklasse (4 Staffeln) |                    | 1. Regionsklasse (4 Staffeln) |
| 8   | A-Klasse (I oder II)      | Bezirksliga (Bremen oder Bremerhaven) | Kreisliga (1 oder 2)    |                        | Bezirksliga (6 Staffeln)    |                    | 2. Regionsklasse (4 Staffeln) |
| 9   | B-Klasse (I oder II)      | Kreisliga Bremen                      | Kreisklasse (1 oder 2)  |                        | Bezirksklasse (10 Staffeln) |                    | 3. Regionsklasse (3 Staffeln) |
| 10  | C-Klasse (I oder II)      |                                       |                         |                        | Kreisliga (17 Staffeln)     |                    |                               |
| 11  | D-Klasse (I oder II)      |                                       |                         |                        | 1. Kreisklasse (3 Staffeln) |                    |                               |
| 12  | E-Klasse                  |                                       |                         |                        | 2. Kreisklasse (Hannover)   |                    |                               |
| H   | Oder-Spree                |                                       |                         |                        | Hobbyliga (4 Staffeln)      |                    |                               |

#### Spielklassen in Deutschland – Gruppe West
Die Gruppe West ist identisch mit dem Landesverband NRW. Er richtet die Westdeutschen Meisterschaften aus. Oberste Spielklasse ist die Regionalliga West.
| Nr. | Nordrhein-Westfalen                          |
| --- | -------------------------------------------- |
| 1   | 1. Bundesliga                                |
| 2   | 2. Bundesliga Nord                           |
| 3   | Regionalliga West                            |
| 4   | Oberliga (Nord oder Süd)                     |
| 5   | Verbandsliga (Nord 1/2 oder Süd 1/2)         |
| 6   | Landesliga (8 Staffeln à 8 Mannschaften)     |
| 7   | Bezirksliga (16 Staffeln à 8 Mannschaften)   |
| 8   | Bezirksklasse (23 Staffeln à 8 Mannschaften) |
| 9   | Kreisliga (26 Staffeln à 8 Mannschaften)     |
| 10  | Kreisklasse (17 Staffeln à 8 Mannschaften)   |
| H   |                                              |

#### Spielklassen in Deutschland – Gruppe Mitte
Die Gruppe Mitte umfasst die Landesverbände Hessen, Rheinhessen-Pfalz, Rheinland, Saarland, Thüringen. Die Gruppe veranstaltet die Südwestdeutschen Meisterschaften. Sie organisiert die Regionalliga Mitte und die Oberligen Südwest und Mitte.
| Nr. | Hessen                             | Rheinhessen-Pfalz                      | Rheinland                   | Saarland           | Thüringen                 |
| --- | ---------------------------------- | -------------------------------------- | --------------------------- | ------------------ | ------------------------- |
| 1   | 1. Bundesliga                      | 1. Bundesliga                          | 1. Bundesliga               | 1. Bundesliga      | 1. Bundesliga             |
| 2   | 2. Bundesliga Süd                  | 2. Bundesliga Süd                      | 2. Bundesliga Süd           | 2. Bundesliga Süd  | 2. Bundesliga Süd         |
| 3   | Regionalliga Mitte                 | Regionalliga Mitte                     | Regionalliga Mitte          | Regionalliga Mitte | Regionalliga Mitte        |
| 4   | Oberliga Mitte                     | Oberliga Südwest                       | Oberliga Südwest            | Oberliga Südwest   | Oberliga Mitte            |
| 5   | Hessenliga                         | Rheinland-Pfalz Liga                   | Rheinland-Pfalz Liga        | Saarlandliga       | Thüringenliga             |
| 6   | Verbandsliga (Nord, West oder Süd) | Rheinhessen-Pfalz Liga                 | Rheinlandliga               | Verbandsliga       | Verbandsklasse            |
| 7   | Bezirksoberliga (6 Staffeln)       | Verbandsliga (Nordost oder Südwest)    | Bezirksliga (Nord oder Süd) | Landesliga         | Bezirksklasse             |
| 8   | Bezirksliga A (6 Staffeln)         | Bezirksoberliga (Nordost oder Südwest) | Bezirksklasse               | Bezirksklasse      | Kreisliga (Nord oder Ost) |
| 9   | Bezirksliga B (5 Staffeln)         | Bezirksliga (3 Staffeln)               |                             | A-Klasse           |                           |
| 10  | Bezirksliga C (5 Staffeln)         |                                        |                             | B-Klasse           |                           |
| H   |                                    | Hobbyliga (2 Staffeln + Finalrunde)    |                             |                    | Freizeitcup Südthüringen  |

#### Spielklassen in Deutschland – Gruppe Südost
Die Gruppe Südost vereint die Landesverbände von Baden-Württemberg, Bayern, Sachsen. Die Gruppe ist Träger der Südostdeutschen Meisterschaften. Sie organisiert die Regionalliga Südost, die bis inklusive der Saison 2018/2019 in die beiden Staffeln Ost (Nordbayern + Sachsen) und Süd (Südbayern + Baden-Württemberg) zweigeteilt war.
| Nr. | Baden-Württemberg                | Bayern                        | Sachsen                                    |
| --- | -------------------------------- | ----------------------------- | ------------------------------------------ |
| 1   | 1. Bundesliga                    | 1. Bundesliga                 | 1. Bundesliga                              |
| 2   | 2. Bundesliga Süd                | 2. Bundesliga Süd             | 2. Bundesliga Süd                          |
| 3   | Regionalliga SüdOst              | Regionalliga SüdOst           | Regionalliga SüdOst                        |
| 4   | Baden-Württemberg Liga           | Oberliga Bayern               | Sachsenliga                                |
| 5   | Baden-Liga bzw. Württemberg Liga | Bayernliga (Nord oder Süd)    | Sachsenklasse                              |
| 6   | Verbandsliga (4 Staffeln)        | Bezirksoberliga (6 Staffeln)  | Bezirksliga (3 Staffeln) / Oberlausitzliga |
| 7   | Landesliga (8 Staffeln)          | Bezirksliga (10 Staffeln)     | Bezirksklasse (2 Staffeln)                 |
| 8   | Bezirksliga (13 Staffeln)        | Bezirksklasse A (11 Staffeln) | Kreisliga (RV Dresden oder Leipzig)        |
| 9   | Kreisliga (9 Staffeln)           | Bezirksklasse B (8 Staffeln)  | Kreisklasse (RV Dresden oder Leipzig)      |
| 10  | Kreisklasse Mannheim-Heidelberg  |                               |                                            |
| H   | BWBV Hobbyliga (12 Staffeln)     | BBV Hobbyliga (6 Staffeln)    | Hobbyliga (RV Chemnitz oder Leipzig)       |